# Inhale/Exhale
För metalcorebandet, se Inhale Exhale.
Inhale/Exhale är det första fullängdsalbumet av svenska grindcorebandet Nasum. Albumet släpptes även på vinyl med ett bonus 7" EP med fyra cover-låtar.

## Låtlista
1. "This Is..."
2. "The Masked Face"
3. "Digging In"
4. "Time to Act!"
5. "Disdain and Contempt"
6. "I See Lies"
7. "Inhale/Exhale"
8. "Too Naked to Distort"
9. "There's No Escape"
10. "The Rest is Over"
11. "Disappointed"
12. "Lägg Om!"
13. "You're Obsolete"
14. "Tested"
15. "Shapeshifter"
16. "Feed Them, Kill Them, Skin Them"
17. "When Science Fails"
18. "Closing In"
19. "The World That You Made"
20. "The System Has Failed Again"
21. "For What Cause?"
22. "Fullmatad"
23. "Screwed"
24. "Shaping the End"
25. "The New Firing-Squad"
26. "No Sign of Improvement"
27. "My Philosophy"
28. "I'm Not Silent
29. "The Breathing Furnace"
30. "Information is Free"
31. "Burning Inside"
32. "A Request for Guidance"
33. "Grey"
34. "Worldcraft"
35. "It's Never Too Late
36. "Du är bevakad"
37. "Blinded"
38. "Can De Lach"

## Medlemmar
- Mieszko Talarczyk - sång, gitarr, bas
- Anders Jakobson - trummor, sång